# Oberer Grindelwaldgletscher
Der Obere Grindelwaldgletscher ist ein Talgletscher bei Grindelwald am Nordabhang der Berner Alpen, im Kanton Bern der Schweiz. Er hatte 2013 eine Länge von rund 6 km und nahm 2015 eine Fläche von knapp 8,5 km² ein.

## Lage
Der Obere Grindelwaldgletscher entsteht aus einem ausgedehnten Firnfeld, das im Süden vom Schreckhorn, im Osten vom Berglistock und im Norden vom Wetterhorn begrenzt ist. Gegen Nordosten hat der Gletscher über den firnbedeckten Übergang der Rosenegg (3470 m ü. M.) Verbindung mit dem Rosenlauigletscher und dem Gauligletscher; im Südosten ist er durch den Lauteraarsattel (3125 m ü. M.) vom System des Unteraargletschers getrennt. Im tief eingesenkten Tal zwischen dem Mättenberg (3104 m ü. M.) im Südwesten und dem Wetterhorn im Nordosten fliesst der Obere Grindelwaldgletscher als 200 bis 500 m breiter Eisstrom mit starkem Gefälle nach Nordwesten. Die Gletscherzunge liegt derzeit auf rund 1400 m ü. M. und gehört damit zu den niedrigsten ewigen Eisfeldern der Alpen. Der Gletscher speist die Schwarze Lütschine, die zum Einzugsgebiet der Aare gehört.

## Entwicklung

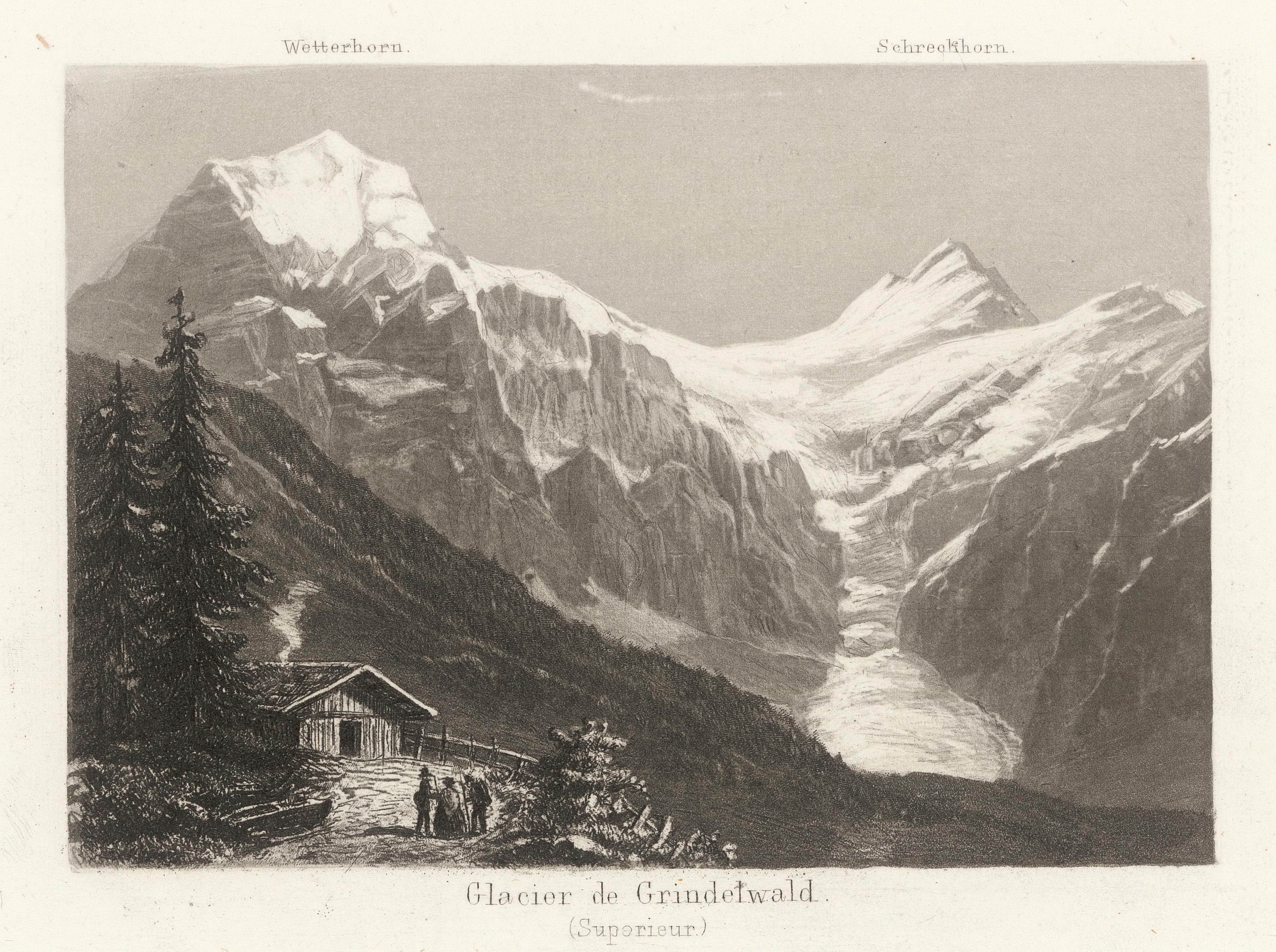
Oberer Grindelwaldgletscher um 1870/80. Radierung von Heinrich Müller

In seinem Hochstadium während der Kleinen Eiszeit um die Mitte des 19. Jahrhunderts reichte der Obere Grindelwaldgletscher über einen Felsriegel (den „Nollen“) bis auf 1180 m ü. M. hinunter und endete gegenüber dem Grindelwalder Hotel Wetterhorn. Er war gut zugänglich und wurde deswegen im 19. Jahrhundert oft besucht. Während dieser Zeit wurden hier Eisblöcke zur Verwendung in Gasthäusern und Brauereien bergmännisch abgebaut. Auch beim jüngsten Vorstoss zwischen 1959 und 1985 erreichte ein schmales Ende der Gletscherzunge nochmals die Talsohle hinter Grindelwald (ca. 1220 m ü. M.). Seit 1991 schmilzt der Gletscher jedoch gemäss dem allgemeinen Trend rapide zurück.
| Jahr         | 1850 | 1973 | 1999/2000 | 2009        |
| Fläche (km²) | 10,1 | 9,5  | 9,2       | 8,33 (2015) |
| Länge (km)   | 7,4  | 6,7  | 6,4       | 6,22        |

## SAC-Hütte
Am Südhang des Wetterhorns hoch über dem Oberen Grindelwaldgletscher steht auf 2317 m ü. M. die Glecksteinhütte des Schweizer Alpen-Clubs SAC. Sie bietet eine schöne Aussicht auf den Gletscher sowie auf die vom Schreckhorn überragte weite Firnarena.

## Bildergalerie

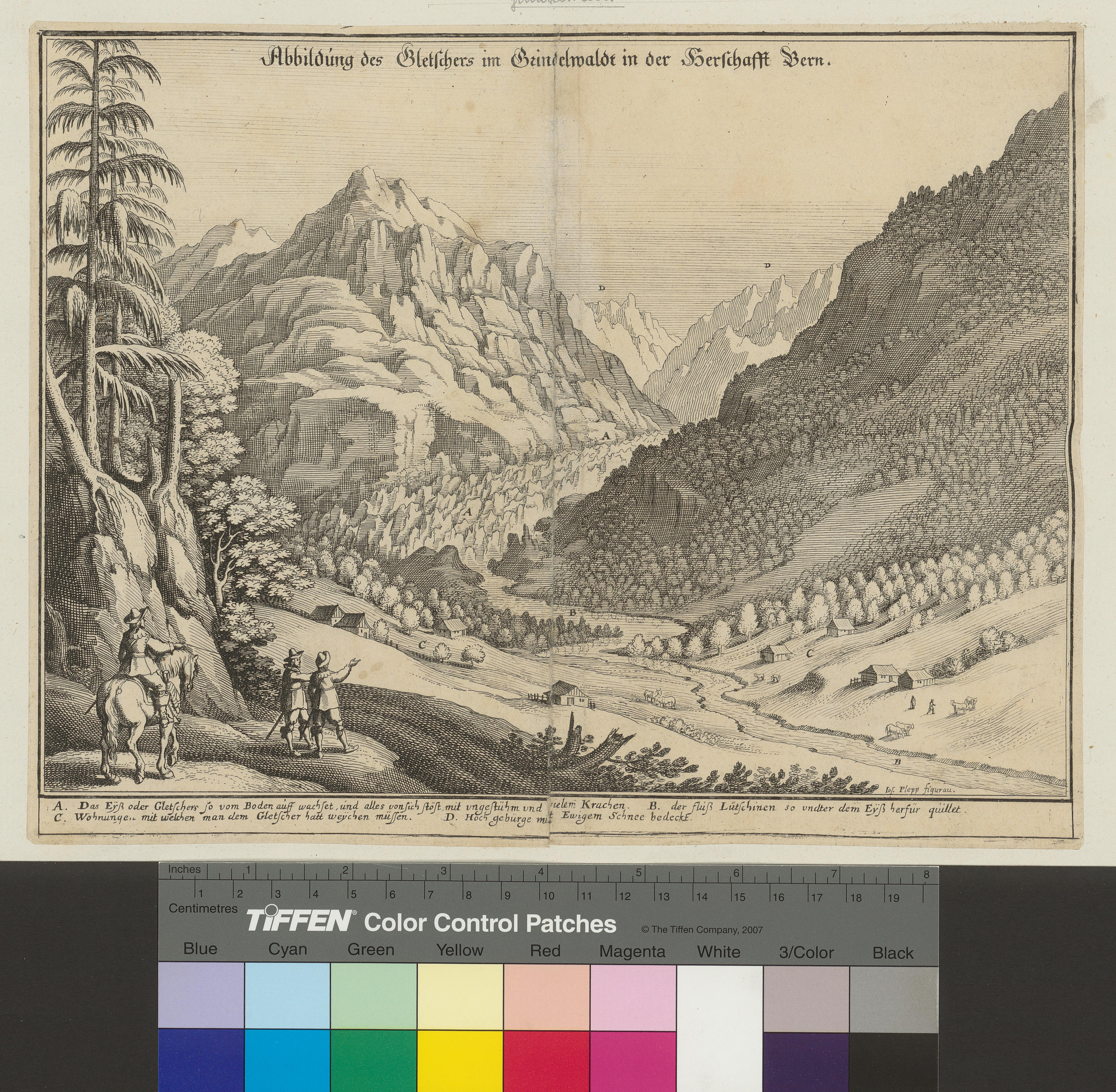
„Abbildung des Gletschers im Grindelwaldt in der Herschafft Bern“, Radierung 1642, Graphische Sammlung der ZB Zürich
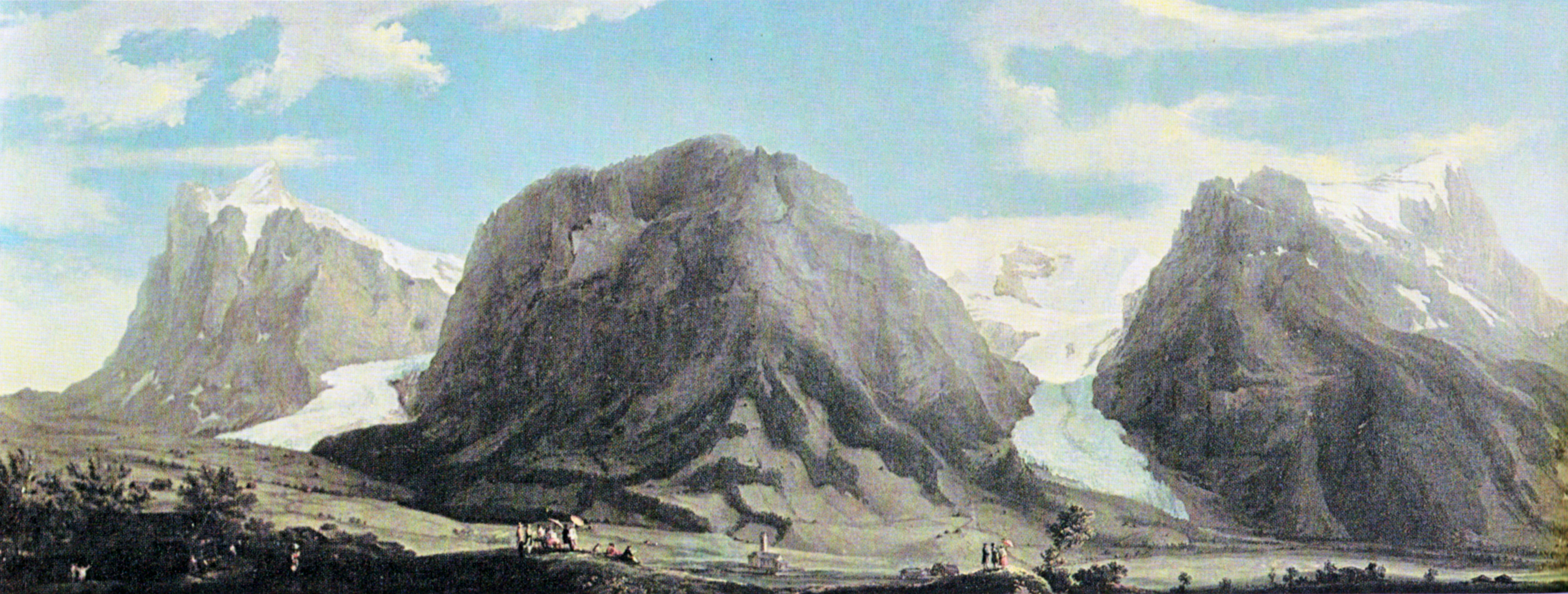
Oberer und Unterer Grindelwaldgletscher 1774. Gemälde von Caspar Wolf
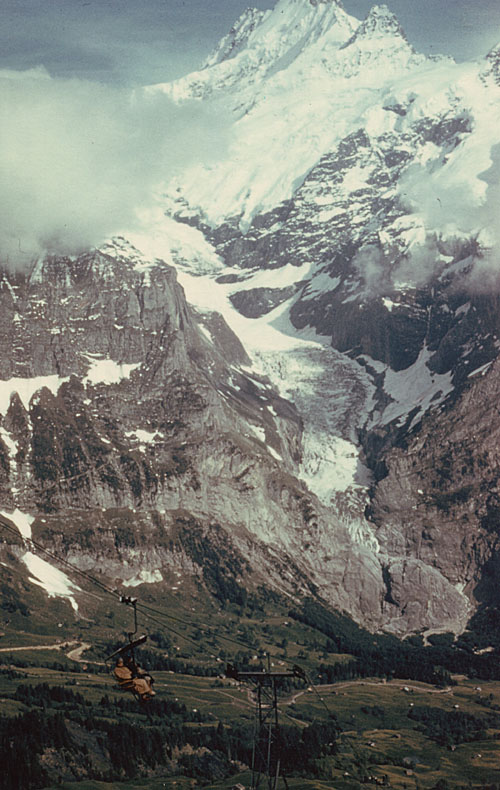
Oberer Grindelwaldgletscher mit Schreckhorn 1963
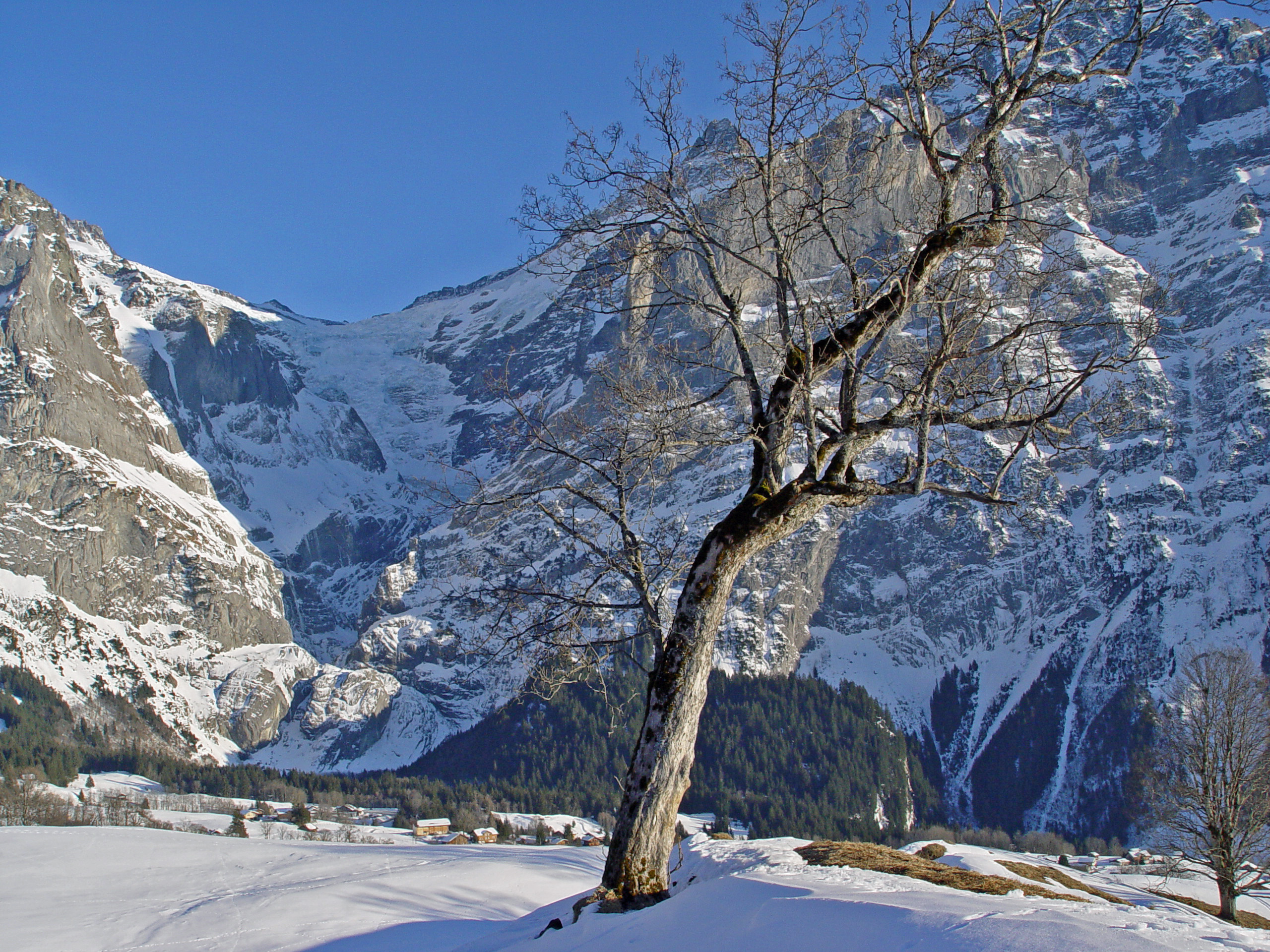
Gletscher aus der Entfernung gesehen
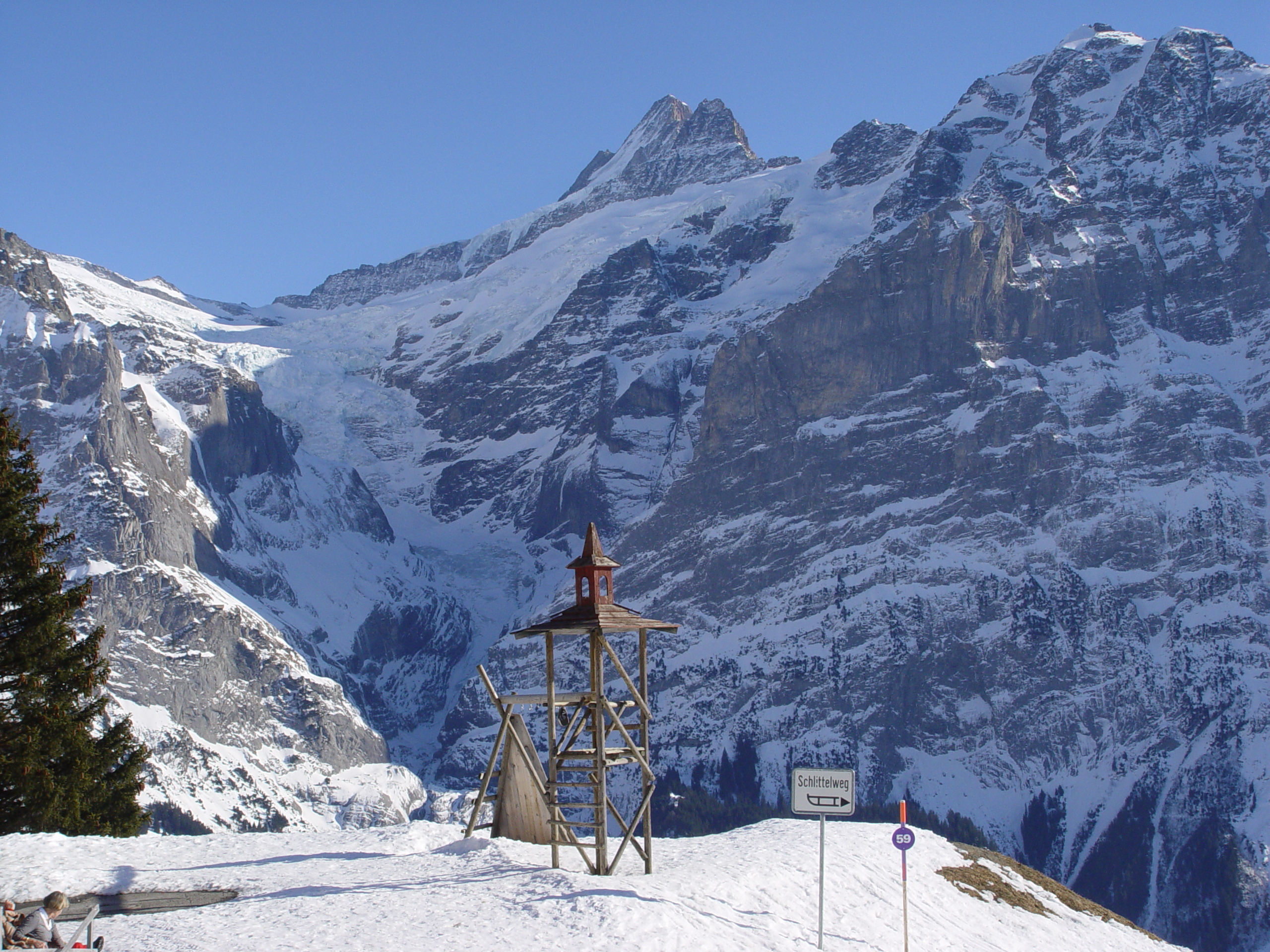
Blick auf den Oberen Grindelwaldgletscher von der Station Bort